# Spoorlijn München - Lenggries
München – Lenggries is een Duitse spoorlijn onder beheer van DB Netze, trajectnummer 5505, met zijsporen:
- traject 5620 Holzkirchen – Schliersee en 5621 Schliersee – Bayrischzell eveneens onder beheer van DB Netze;
- Schaftlach – Tegernsee onder beheer van TAG Tegernsee Immobilien und Beteiligung (TAG).

Het traject München Hbf - Holzkirchen maakte onderdeel uit van de historische Bayerische Maximiliansbahn, een spoorlijn tussen Ulm in de deelstaat Baden-Württemberg en de Oostenrijkse grens bij Kufstein en bij Salzburg.

## Geschiedenis
De Königlich Bayerischen Staats-Eisenbahn legde het traject aan en opende op:
- 24 juni 1854: München – Großhesselohe, 10,7 km.
- 31 oktober 1857: Großhesselohe – Holzkirchen, 24,7 km.

## Ongeval
Op 8 juni 1975 kwam om 18:31 uur op de spoorlijn tussen Lenggries en München ter hoogte van Warngau tot een frontale botsing tussen twee treinen van DB. Door de frontale botsing verloren zeker 41 mensen het leven, 122 mensen raakten gewond. Het treinongeval was het gevolg van menselijk falen.

## Treindiensten

### BOB
De Bayerische Oberlandbahn verzorgt het regionale personenvervoer tussen München en Lenggries, alsmede op de beide zijspoorlijnen naar Tegernsee en Bayrischzell.

### S-Bahn
De S-Bahn van München rijdt met twee lijnen ieder op een deel van het traject München-Lenggries:
- Lijn S7 van Kreuzstraße naar Wolfratshausen rijdt tussen München Hauptbahnhof en Solln op dit traject.
- Lijn S3 van Mammendorf naar Holzkirchen rijdt het laatste stukje tussen Deisenhofen en Holzkirchen op dit traject.

## Tegernsee-Bahn
De TAG Tegernsee Immobilien und Beteiligung (TAG) was in 1882 als Eisenbahn-Actiengesellschaft Schaftlach - Gmund AG opgericht.
De treindienst en de infrastructuur werden in 1998 voor een periode van 15 jaar aan de Bayerische Oberlandbahn (BOB) verpacht. De TAG verkocht in 1999 het voertuigpark en kocht in 2002 enige voeruigen voor de onderhoud van de infrastructuur.

## Aansluitingen
In Holzkirchen kan overgestapt worden op de Mangfalltalbahn richting Rosenheim.

## Elektrische tractie
Het traject werd tot Holzkirchen geëlektrificeerd met een spanning van 15.000 volt 16 2/3 Hz wisselstroom.